# Vescemont
Vescemont je francouzská obec ležící v departementu Belfort, kantonu Giromagny. Rozkládá se na jižním úpatí pohoří Vogézy.

## Dějiny
Na území obce bylo nalezeno množství římských mincí, což svědčí o raném osídlení. První písemná zmínka o obci ale pochází až z roku 1347. Tehdy měla název Wessemberg nebo Wissemont.